# Ійоїт
Ійоїт — дуже рідкісний мінерал із класу «галогеніди» з хімічним складом CuMn(OH3)Cl або MnCuCl(OH)3, а отже, хімічно є оксигалогенідом міді-марганцю.
Ійоїт кристалізується в моноклінній кристалічній системі, але поки що був виявлений лише у вигляді мікроскопічних кристалів із листковим габітусом розміром до 200 мкм, які, як правило, об'єднуються, утворюючи радіальні або дендритні мінеральні агрегати. Кристали прозорі, від світло-зеленого до жовтувато-зеленого кольору і мають скляний блиск.

## Етимологія та історія
Ійоїт вперше був виявлений разом з місакіїтом у мідному родовищі, розроблюваному рудником Охку на півострові Садамісакі (належить одному з головних японських островів Сікоку). Перший опис був опублікований у 2017 році дослідниками Дайсуке Нісіо-Хамане, Койчі Момма, М. Онісі, Норімаса Шімобаясі, Р. Міявакі, Н. Томіта, Р. Окума, А. Р. Кампф та Т. Мінакава, які назвали мінерал на честь моря Ійо біля узбережжя Садамісакі.
Типові зразки мінералу зберігаються у Національному природознавчому музеї в Токіо (Японія) за номером каталогу M43864 та у мінералогічному відділі Музею природознавства округу Лос-Анджелес (Лос-Анджелес, Каліфорнія, США) за номером каталогу 66625.

## Класифікація
Міжнародна мінералогічна асоціація (IMA) визнала ійоїт окремим мінеральним видом лише у 2013 році, про що було повідомлено у 2014 році. У першому описі Нісіо-Хамане та ін. ійойт і місакіїт оголошуються новими членами групи атакаміту. Відповідно обидва мінерали класифіковані у розділі «Оксигалогеніди, гідроксигалогеніди та споріднені подвійні галогеніди», а там у підрозділі «З Cu і т. ін., без Pb», де група атакаміту має класифікаційний номер 3.DA.10a і наразі складається з власне атакаміту, хіббінгіту та кемпіту.

## Утворення та місцезнаходження
Ійоїт є вторинним мінералом, що утворюється шляхом реакції між морською водою та первинними рудними мінералами, такими як аллеганіт, халькозин, гаусманніт, самородна мідь, родохрозит, родоніт та тефроїт у зелених сланцевих фаціях із метаморфізованих вулканічних сульфідних родовищ. Крім місакіїту, до інших супутніх мінералів належать хризокола, куприт, кутнагорит та малахіт.
Окрім типової місцевості — мідного рудника Охку на півострові Садамісакі — наразі невідомі жодні інші місця проявів ійоїту (станом на 2019 рік).

## Веб -посилання
- Атлас мінералів: Ійоїт